# Final Battle
Final Battle é um evento de luta profissional, realizado anualmente pela promoção Ring of Honor. O evento foi realizado inicialmente em 2002 e é tradicionalmente o último show da ROH no ano civil. A edição de 2009 do programa foi o primeiro pay-per-view da ROH na Internet e o primeiro programa da ROH a ser transmitido ao vivo. A edição de 2010 e a edição de 2011 também foram transmitidas ao vivo pela internet. Final Battle desde então se tornou o principal evento do Ring of Honor, semelhante a WrestleMania da WWE.
Desde a sua criação, o evento foi realizado na Filadélfia, Pensilvânia, Nova York, Edison, Nova Jersey e Baltimore, Maryland. Entre 2006 e 2014, todos Final Battle foram realizadas no Grand Ballroom ou no Hammerstein Ballroom do Manhattan Center na cidade de Nova York.

## Data e locais
| Final Battle 2002                                     | 28 de dezembro de 2002 | Murphy Recreation Center             | Philadelphia, Pennsylvania | Bryan Danielson vs. Low Ki vs. Samoa Joe vs. Steve Corino in a four-way match for the Number One Contender's Trophy                                                                                                   |  |
| Final Battle 2003                                     | 27 de dezembro de 2003 | Pennsylvania National Guard Armory   | Philadelphia, Pennsylvania | The Prophecy (Christopher Daniels and Dan Maff) vs. The Great Muta and Arashi |  |
| Final Battle 2004                                     | 26 de dezembro de 2004 | Pennsylvania National Guard Armory   | Philadelphia, Pennsylvania | Samoa Joe (c) vs. Austin Aries for the ROH World Championship |  |
| Final Battle 2005                                     | 17 de dezembro de 2005 | Inman Sports Center                  | Edison, New Jersey         | Kenta (c) vs. Low Ki for the GHC Junior Heavyweight Championship |  |
| Final Battle 2006                                     | 23 de dezembro de 2006 | Manhattan Center Grand Ballroom      | Manhattan, New York        | Bryan Danielson (c) vs. Homicide for the ROH World Championship |  |
| Final Battle 2007                                     | 30 de dezembro de 2007 | Manhattan Center Grand Ballroom      | Manhattan, New York        | The Briscoe Brothers (Jay Briscoe and Mark Briscoe) (c) vs. The Age of the Fall (Jimmy Jacobs and Tyler Black) for the ROH World Tag Team Championship                                                                |  |
| Final Battle 2008                                     | 27 de dezembro de 2008 | Hammerstein Ballroom                 | Manhattan, New York        | Bryan Danielson vs. Takeshi Morishima in a Fight Without Honor |  |
| Final Battle 2009                                     | 19 de dezembro de 2009 | Manhattan Center Grand Ballroom      | Manhattan, New York        | Austin Aries (c) vs. Tyler Black for the ROH World Championship |  |
| Final Battle 2010                                     | 18 de dezembro de 2010 | Manhattan Center Grand Ballroom      | Manhattan, New York        | El Generico vs. Kevin Steen in an unsanctioned Fight Without Honor for Generico's mask or Steen's ROH career |  |
| Final Battle 2011                                     | 23 de dezembro de 2011 | Hammerstein Ballroom                 | Manhattan, New York        | Davey Richards (c) vs. Eddie Edwards (with Dan Severn) for the ROH World Championship |  |
| Final Battle 2012: Doomsday                           | 16 de dezembro de 2012 | Hammerstein Ballroom                 | Manhattan, New York        | Kevin Steen (c) vs. El Generico in Ladder War IV for the ROH World Championship |  |
| Final Battle 2013                                     | 14 de dezembro de 2013 | Hammerstein Ballroom                 | Manhattan, New York        | Adam Cole (c) vs. Michael Elgin vs. Jay Briscoe in a Three-way match for the ROH World Championship |  |
| Final Battle 2014                                     | 7 de dezembro de 2014  | Terminal 5                           | Manhattan, New York        | Jay Briscoe (c) vs. Adam Cole in a Fight Without Honor for the ROH World Championship |  |
| Final Battle (2015)                                   | 18 de dezembro de 2015 | 2300 Arena                           | Philadelphia, Pennsylvania | Jay Lethal (c) vs A.J. Styles for the ROH World Championship |  |
| Final Battle (2016)                                   | 2 de dezembro de 2016  | Hammerstein Ballroom                 | Manhattan, New York        | Adam Cole (c) vs. Kyle O'Reilly for the ROH World Championship |  |
| Final Battle (2017)                                   | 15 de dezembro de 2017 | Hammerstein Ballroom                 | Manhattan, New York        | Cody (c) vs Dalton Castle for the ROH World Championship |  |
| Final Battle (2018)                                   | 14 de dezembro de 2018 | Hammerstein Ballroom                 | Manhattan, New York        | SoCal Uncensored (Frankie Kazarian and Scorpio Sky) (c) vs. The Briscoes (Jay Briscoe and Mark Briscoe) vs. The Young Bucks (Matt Jackson and Nick Jackson) in Ladder War VII for the ROH World Tag Team Championship |  |
| Final Battle (2019)                                   | 13 de dezembro de 2019 | UMBC Event Center                    | Baltimore, Maryland        | Rush (c) vs. PCO pelo ROH World Championship |  |
| Final Battle (2020)                                   | 18 de dezembro de 2020 | UMBC Event Center                    | Baltimore, Maryland        | Rush (c) vs. Brody King for the ROH World Championship |  |
| Final Battle (2021)                                   | 11 de dezembro de 2021 | Chesapeake Employers Insurance Arena | Baltimore, Maryland        | Jonathan Gresham vs. Jay Lethal for the vacant ROH World Championship |  |
| Final Battle (2022)                                   | 10 de dezembro de 2022 | College Park Center                  | Arlington, Texas           | |  |
| (c) – refere-se ao(s) campeão(es) indo para a partida |                        |                                      |                            | |  |

1. 1 2 3  Embora o evento tenha ocorrido em Baltimore e o local tenha um endereço de correspondência em Baltimore, o local está localizado fora dos limites da cidade, na comunidade de Catonsville.
2. ↑  Anteriormente conhecido como UMBC Event Center; o nome do local foi alterado em abril de 2021.

## Eventos
| Evento                      | Data                   | Local                              | Cidade                     | Main event |
| --------------------------- | ---------------------- | ---------------------------------- | -------------------------- | --- |
| Final Battle 2002           | 28 de dezembro de 2002 | Murphy Recreation Center           | Philadelphia, Pennsylvania | Bryan Danielson vs. Low Ki vs. Samoa Joe vs. Steve Corino em uma 4-Way Match pelo Number One Contender's Trophy                    |
| Final Battle 2003           | 27 de dezembro de 2003 | Pennsylvania National Guard Armory | Philadelphia, Pennsylvania | The Prophecy (Christopher Daniels e Dan Maff) vs. The Great Muta e Arashi                                                          |
| Final Battle 2004           | 26 de dezembro de 2004 | Pennsylvania National Guard Armory | Philadelphia, Pennsylvania | Samoa Joe (c) vs. Austin Aries pelo ROH World Championship                                                                         |
| Final Battle 2005           | 17 de dezembro de 2005 | Inman Sports Center                | Edison, New Jersey         | KENTA (c) vs. Low Ki pelo GHC Junior Heavyweight Championship                                                                      |
| Final Battle 2006           | 23 de dezembro de 2006 | Manhattan Center                   | New York, New York         | Bryan Danielson (c) vs. Homicide pelo ROH World Championship                                                                       |
| Final Battle 2007           | 30 de dezembro de 2007 | Manhattan Center                   | New York, New York         | The Briscoe Brothers (Jay and Mark) (c) vs. The Age of the Fall (Jimmy Jacobs e Tyler Black) pelo ROH World Tag Team Championship  |
| Final Battle 2008           | 27 de dezembro de 2008 | Hammerstein Ballroom               | New York, New York         | Bryan Danielson vs. Takeshi Morishima em uma Fight Without Honor                                                                   |
| Final Battle 2009           | 19 de dezembro de 2009 | Manhattan Center                   | New York, New York         | Austin Aries (c) vs. Tyler Black pelo ROH World Championship                                                                       |
| Final Battle 2010           | 18 de dezembro de 2010 | Manhattan Center                   | New York, New York         | El Generico vs. Kevin Steen em uma Unsanctioned Fight Without Honor com a máscara de Generico e a carreira de Steen na ROH em jogo |
| Final Battle 2011           | 23 de dezembro de 2011 | Hammerstein Ballroom               | New York, New York         | Davey Richards (c) vs. Eddie Edwards (c/ Dan Severn) pelo ROH World Championship                                                   |
| Final Battle 2012: Doomsday | 16 de dezembro de 2012 | Hammerstein Ballroom               | New York, New York         | Kevin Steen (c) vs. El Generico em uma Ladder War IV pelo ROH World Championship                                                   |
| Final Battle 2013           | 14 de dezembro de 2013 | Hammerstein Ballroom               | Nova Iorque, Nova Iorque   | Adam Cole (c) vs. Michael Elgin e Jay Briscoe em uma luta triple threat pelo ROH World Championship                                |